# Chile poblano
El chile poblano (fresco) o chile ancho (seco) es una variedad del chile Capsicum annuum. Es muy apreciado en la gastronomía mexicana, donde se usa en todo tipo de recetas, como en los populares chiles rellenos. En comparación con otros tipos de chiles, el poblano es un fruto grande y con bajo contenido de capsaicina (entre 1.000–2.000 en la escala Scoville), por lo que no es muy picante.  
En Guerrero se emplea como parte de los masúchiles (en náhuatl, manojos de flores) que se ofrecen a San Francisco de Asís en Olinalá (estado de Guerrero).  
Su nombre proviene de Puebla, de donde se cree es su origen. También en algunas regiones del país puede recibir el nombre de chile ancho cuando está seco. Antiguamente en el área de Durango, se le conocía como chile corazón. 
El chile poblano seco produce dos variedades. Se trata de los chiles mulatos y los chiles anchos. La diferencia entre ambos es de orden genético, y se distinguen por su color y sabor. El chile ancho es rojizo a contraluz, mientras que el mulato es color café, se puede hacer en  chile relleno.

## Gastronomía mexicana

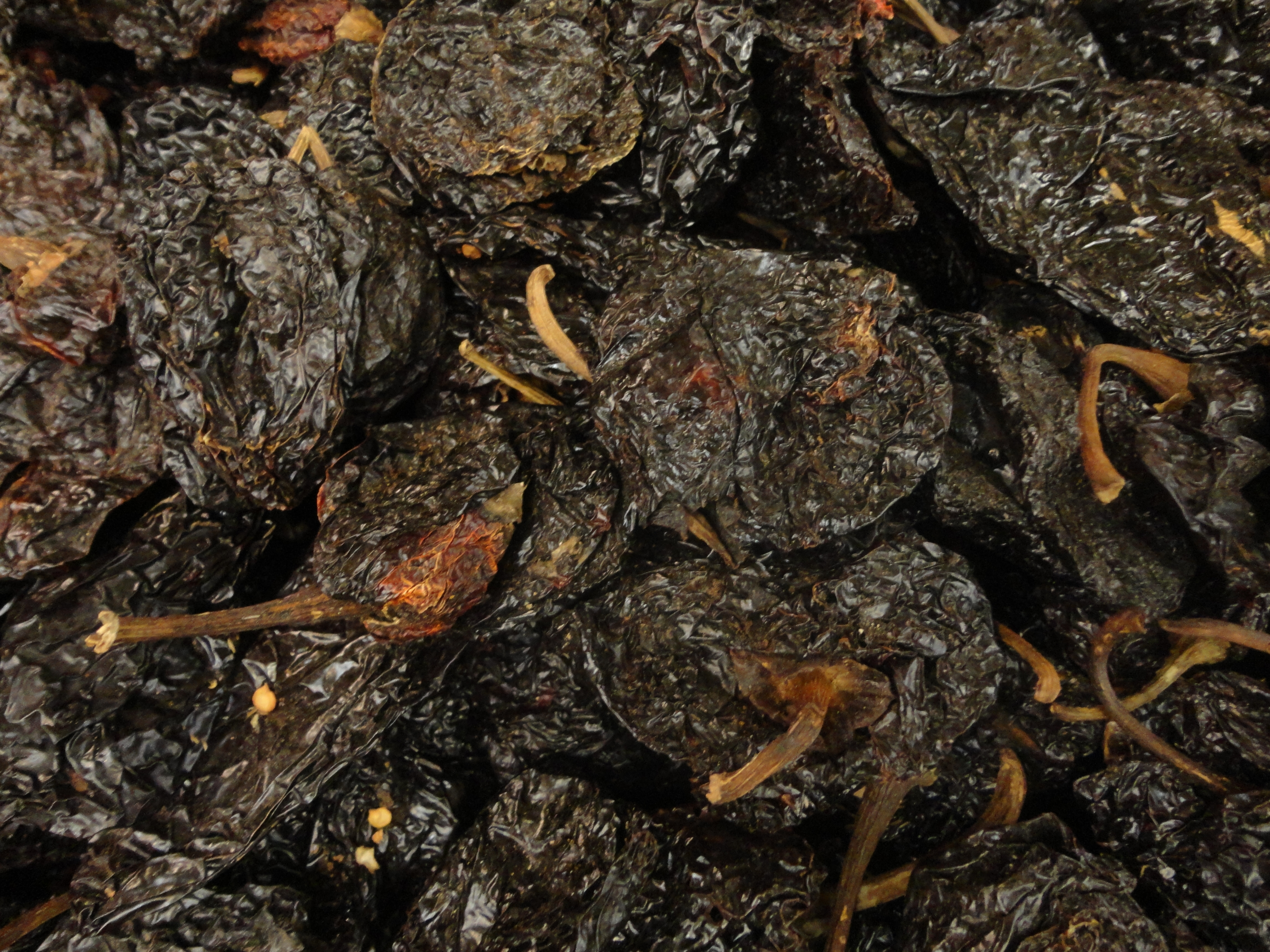
Chile mulato seco

Ejemplos de platos elaborados con chile poblano/ancho incluyen:
| - Alambre - Arroz poblano - Chiles rellenos - Chile en nogada - Colache - Minguichi - Pastel azteca - Rajas - Rajas con crema | - Multitud de salsas picantes, como la salsa martajada - Chileajo de cerdo - Mole de olla - Mole poblano - Pascal - Pulpo a la campechana |

- Long-Solís, J. (1998). Capsicum y cultura: la historia del chilli, Fondo de Cultura Económica, México.

- Datos: Q897746
- Multimedia: Poblano / Q897746